# Markéta Vondroušová
Markéta Vondroušová (født 28. juni 1999 i Sokolov, Tjekkiet) er en professionel kvindelig tennisspiller fra Tjekkiet.
I 2023 vandt Vondroušová Wimbledon-mesterskabet i damesingle.